# Belgien beim Eurovision Young Musicians
Übertragende Rundfunkanstalt
 (1986–1996, seit 2018)
 (2000–2006)
Erste Teilnahme
1982
Anzahl der Teilnahmen
19
Höchste Platzierung
3 (1990, 1992)
Dieser Artikel befasst sich mit der Geschichte Belgiens als Teilnehmer des Wettbewerbs Eurovision Young Musicians.

## Regelmäßigkeiten der Teilnahme und Erfolg im Wettbewerb
Belgien nahm erstmals 1986 am Wettbewerb teil, wobei der Saxophonist Rhonny Ventat den Einzug ins Finale verpasste. Das erste Mal auf eine Teilnahme verzichtete man im Jahr 1998. Daraufhin kehrte man 2000 zurück, nur um sich direkt wieder vom Wettbewerb zurückzuziehen. Von 2008 bis 2016 folgte eine längere Phase der Nicht-Teilnahme. Trotz einer vorläufigen Teilnahmebestätigung im August 2018 nahm Belgien 2020 nicht am Wettbewerb teil. 2022 gelang Belgien erstmals wieder eine Teilnahme an einem Finale des Eurovision Young Musicians. Dies ist vor allem der Tatsache geschuldet, dass 2022 keine Halbfinale abgehalten wurden. Zuletzt hatte man 1992 an einem Finale teilgenommen.
Mit nur insgesamt 3 Finalteilnahmen ist Belgien eines der erfolglosesten Länder des Eurovision Young Musicians.

## Liste der Beiträge
Farblegende: – 1. Platz. – 2. Platz. – 3. Platz. – ausgeschieden im Halbfinale/in der Qualifikation. – keine Teilnahme/nicht qualifiziert.
| Jahr                     | Interpret                | Instrument               | Stücke | Platz Finale             | Platz Halbfinale                   | Nationale Vorentscheidung |
| ------------------------ | ------------------------ | ------------------------ | --- | ------------------------ | ---------------------------------- | ------------------------- |
| 1986                     | Rhonny Ventat            | Saxophon                 | Saxophone Concerto von Franz Constant                                                                                | Ausgeschieden            | k. A. / 15                         |                           |
| 1988                     | Eliane Reyes             | Klavier                  | Piano Concerto in D, Op. 21 von Joseph Haydn                                                                         | Ausgeschieden            | k. A. / 16                         |                           |
| 1990                     | Christophe Delporte      | Akkordeon                | Concert for Accordion and Orchestra B-Major, 2 and 1 mov. von Nikolai Chaikin                                        | 3 / 5                    | k. A. / 18                         |                           |
| 1992                     | Marie Hallynck           | Cello                    | Concerto N°1 For Cello And Orchestra (Allegretto) von Dmitri Schostakowitsch                                         | 3 / 8                    | k. A. / 13                         |                           |
| 1994                     | David Cohen              | Cello                    | Cantillene-jeu von P.B. Michel                                                                                       | Ausgeschieden            | k. A. / 24                         |                           |
| 1996                     | David Cohen              | Cello                    | unbekannt | Ausgeschieden            | k. A. / 17                         |                           |
| 1998                     | Auf Teilnahme verzichtet | Auf Teilnahme verzichtet | Auf Teilnahme verzichtet                                                                                             | Auf Teilnahme verzichtet | Auf Teilnahme verzichtet           | Auf Teilnahme verzichtet  |
| 2000                     | Yossif Ivanov            | Violine                  | unbekannt | Ausgeschieden            | k. A. / 18                         |                           |
| 2002                     | Auf Teilnahme verzichtet | Auf Teilnahme verzichtet | Auf Teilnahme verzichtet                                                                                             | Auf Teilnahme verzichtet | Auf Teilnahme verzichtet           | Auf Teilnahme verzichtet  |
| 2004                     | Philippe Ivanov          | Klavier                  | unbekannt | Ausgeschieden            | k. A. / 16                         |                           |
| 2006                     | Ilia Laporev             | Cello                    | unbekannt | Ausgeschieden            | k. A. / 8                          |                           |
| 2008 2010 2012 2014 2016 | Auf Teilnahme verzichtet | Auf Teilnahme verzichtet | Auf Teilnahme verzichtet                                                                                             | Auf Teilnahme verzichtet | Auf Teilnahme verzichtet           | Auf Teilnahme verzichtet  |
| 2018                     | Alexandra Cooreman       | Violine                  | Presto from Sonata for piano and violin Op 23 von Ludwig van Beethoven Valse-Scherzo von Pjotr Iljitsch Tschaikowski | Ausgeschieden            | k. A. / 9                          | interne Auswahl           |
| 2020                     | Auf Teilnahme verzichtet | Auf Teilnahme verzichtet | Auf Teilnahme verzichtet                                                                                             | Auf Teilnahme verzichtet | Auf Teilnahme verzichtet           | Auf Teilnahme verzichtet  |
| 2022                     | Thaïs Defoort            | Cello                    | Cellokonzert, 1. Satz von Edward Elgar                                                                               | k. A. / 9                | Direkt für das Finale qualifiziert | interne Auswahl           |
| 2024                     | Mahault Ska              | Klavier                  | Klavierkonzert in G-Mol, 1. Satz von Felix Mendelssohn Bartholdy                                                     | k. A. / 11               | Direkt für das Finale qualifiziert | interne Auswahl           |

## Nationale Vorentscheidungen
Soweit es nachvollziehbar ist, wählte Belgien alle seine Teilnehmer intern aus.

## Ausgerichtete Wettbewerbe
1992 richtete der belgische Sender RTBF den Wettbewerb in der belgischen Hauptstadt Brüssel aus.
| Jahr | Stadt   | Ort          | Moderation             |
| ---- | ------- | ------------ | ---------------------- |
| 1992 | Brüssel | Cirque Royal | Marie-Françoise Renson |